# Satoshi Okura
Satoshi Okura (født 22. maj 1969) er en tidligere japansk fodboldspiller.
Han har spillet for flere forskellige klubber i sin karriere, herunder Kashiwa Reysol og Júbilo Iwata.